# Кайти (школа)
Школа Кайти (яп. 開智学校 Кайти Гакко:) — старейшая начальная школа в Японии. Располагалась в городе Мацумото префектуры Нагано. Открылась в 1873 году. Возникла на основе удельной школы Мацумото. Здание школы, в псевдоевропейском архитектурном стиле, было построено к 1876 году. На время открытия называлась Начальная школа Кайтие № 1. Принадлежала 1-му району средней школы 2-го университетского района префектуры Тикума. В 1965 году была закрыта и превращена в музей, ныне экспонирует материалы, связанные с образованием периода реставрации Мэйдзи. В школе сохранились парты, канцелярские принадлежности, документы конца XIX века. Здание и материалы школы-музея относятся к ценным национальным культурным памятникам Японии.

## Галерея

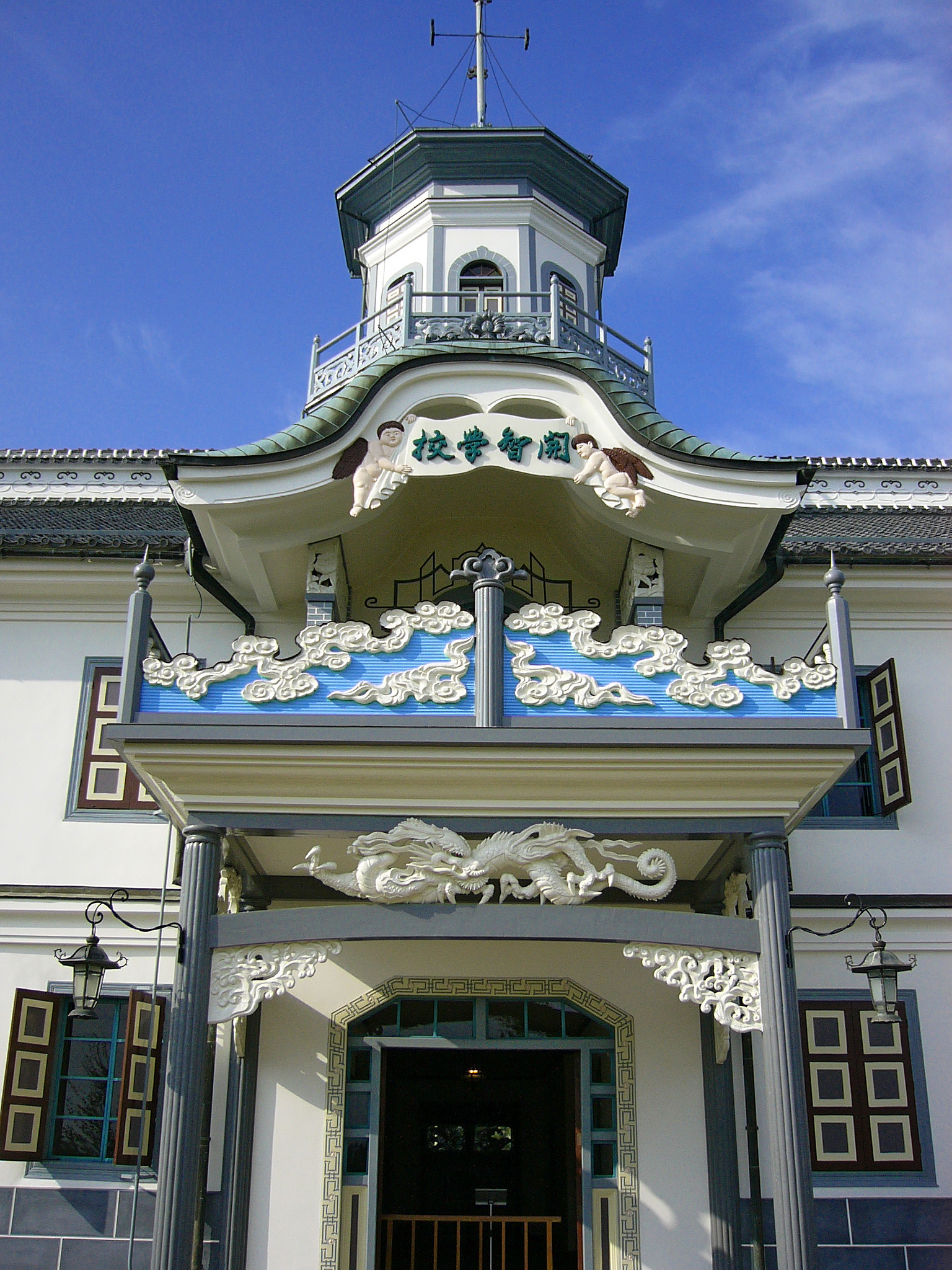
Вход
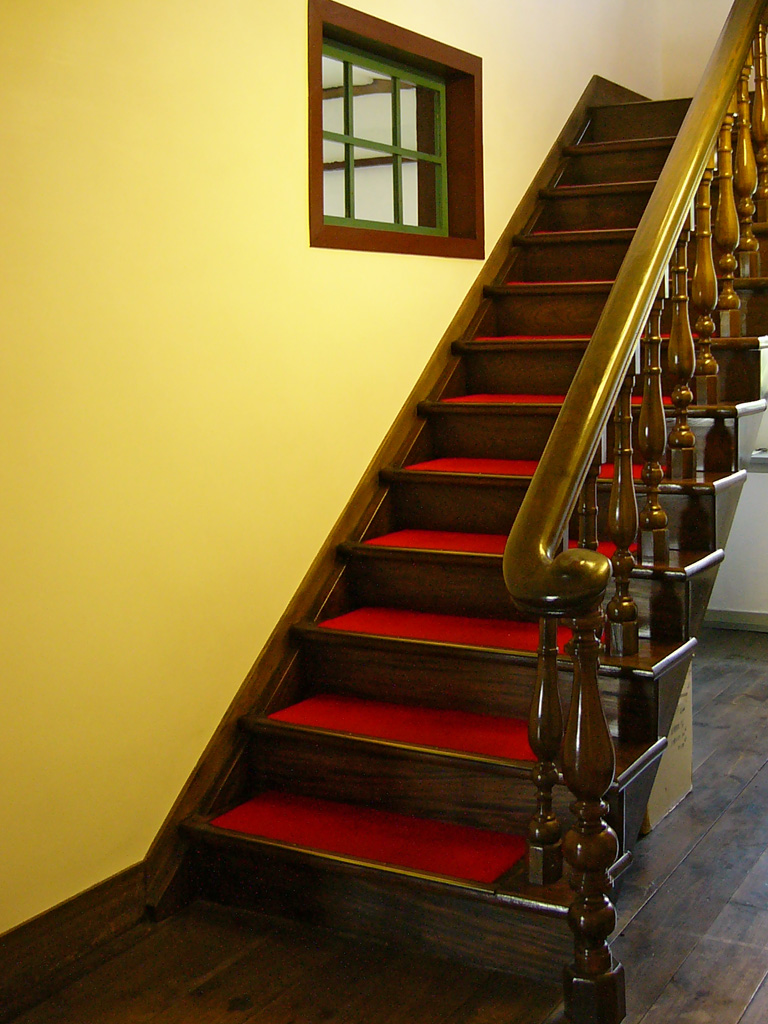
Лестницы
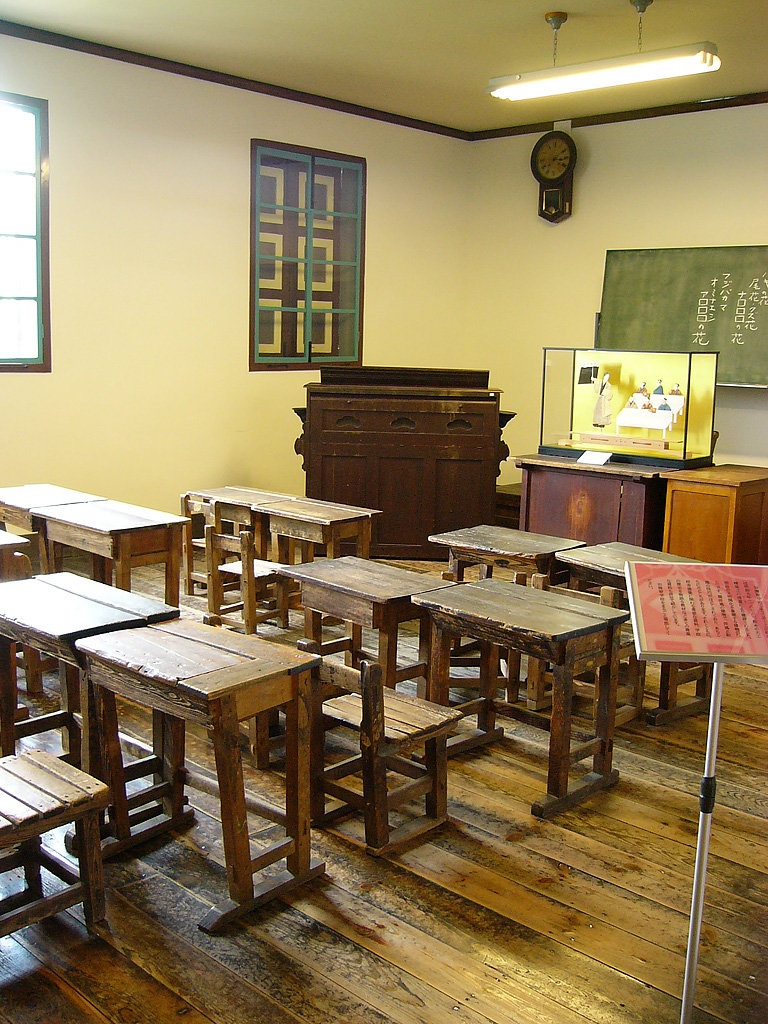
Класс
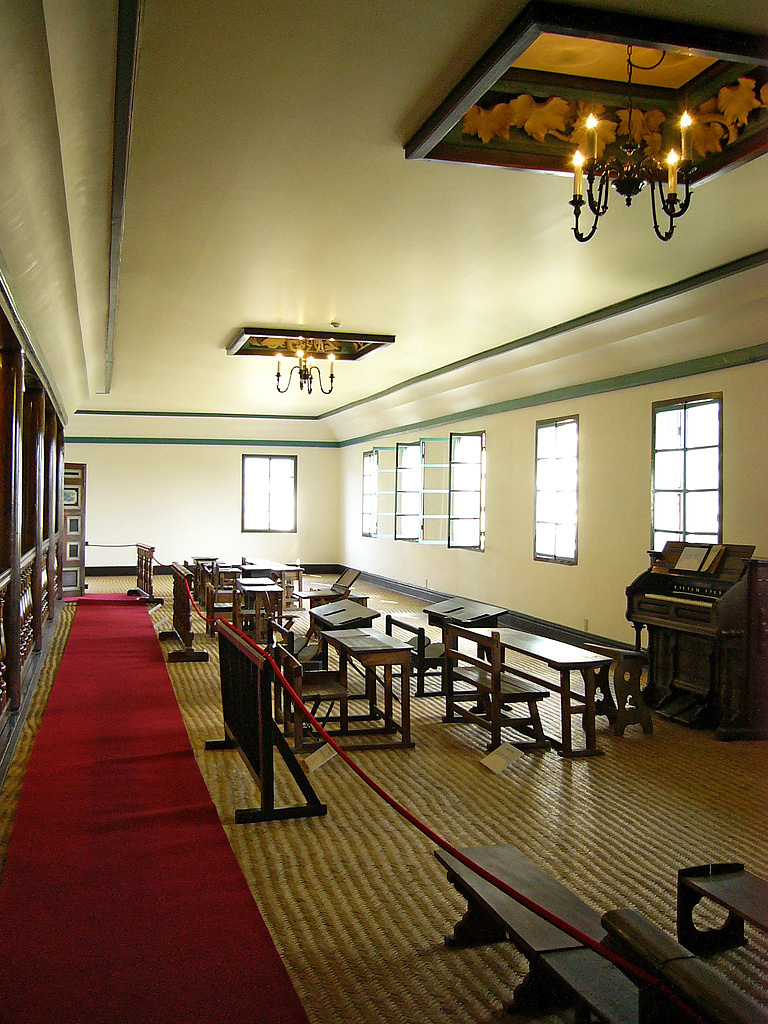
Актовый зал